# Norah Baring
Norah Baring (26 de novembro de 1905 – 8 de fevereiro de 1985), nasceu Norah Minnie Baker, foi uma atriz inglesa da era do cinema mudo.

## Filmografia selecionada
- Underground (1928)
- Parisiskor (1928)
- The Celestial City (1929)
- The Runaway Princess (1929)
- A Cottage on Dartmoor (1929)
- Murder! (1930)
- Should a Doctor Tell? (1930)
- Two Worlds (1930)
- At the Villa Rose (1930)
- The Lyons Mail (1931)
- Strange Evidence (1933)
- The House of Trent (1933)
- Little Stranger (1934)